# Мальеко (провинция)
Провинция Мальеко (исп. Provincia de Malleco) — провинция в Чили, в составе области Араукания.
Включает в себя 11 коммун.
Территория — 13 433 км². Население — 205 124 человека (2017). Плотность населения — 15.27 чел./км².
Административный центр — Анголь.

## География
Провинция расположена на севере области Араукания.
Провинция граничит:
- на севере — провинция Био-Био
- на востоке — провинция Неукен (Аргентина)
- на юге — провинция Каутин
- на западе — провинция Арауко

## Административное деление
Провинция включает в себя 11 коммун:
- Анголь. Админ.центр — Анголь.
- Кольипульи. Админ.центр — Кольипульи.
- Куракаутин. Админ.центр — Куракаутин.
- Эрсилья. Админ.центр — Эрсилья.
- Лонкимай. Админ.центр — Лонкимай.
- Лос-Саусес. Админ.центр — Лос-Саусес.
- Лумако. Админ.центр — Лумако.
- Пурен. Админ.центр — Пурен.
- Ренайко. Админ.центр — Ренайко.
- Трайгуен. Админ.центр — Трайгуен.
- Виктория. Админ.центр — Виктория.